# Mariano José de Escalada
Mariano José de Escalada y Bustillo (Buenos Aires, 26 de noviembre de 1799 - Roma, 28 de julio de 1870) fue un sacerdote y el 1° arzobispo de Buenos Aires.

## Biografía
Era hijo de Francisco Antonio de Escalada, uno de los hombres más ricos de la ciudad, y de María Gertrudis Bustillos y Zeballos; era primo de Remedios de Escalada, esposa del independentista José de San Martín.
Tras hacer sus primeros estudios en su ciudad natal viajó a Chile para terminar sus estudios. Se graduó como doctor en teología en julio de 1821 y fue ordenado sacerdote por Monseñor José Santiago Rodríguez Zorrilla el 3 de diciembre de 1822.
Ocupó desde muy joven cargos visibles en el cabildo catedralicio de la ciudad, incluido el de vicario general y provisor del obispado, es decir, obispo suplente. A su regreso se desempeñó como secretario de monseñor Mariano Medrano y Cabrera y lo acompañó a Río de Janeiro para su consagración episcopal.
El 17 de octubre de 1831 fue nombrado provisor y vicario general de Buenos Aires y el 2 de julio de 1832, el Papa Gregorio XVI lo nombró obispo auxiliar de Buenos Aires y obispo titular de Aulón.
En 1834, durante el gobierno de Juan José Viamonte hubo un conflicto entre la Iglesia Católica que quería nombrar como obispo de Buenos Aires a Mariano José de Escalada mientras que el favorito del gobierno era Mariano Medrano.   Viamonte no permitió que asumiera Estrada argumentando, a al igual que lo hicieron otros estados americanos de la época, que la Provincia de Buenos Aires mantenía  el derecho de Patronato regio que el Papa había concedido a los Reyes de España y Portugal a cambio de que estos apoyaran la evangelización y el establecimiento de la Iglesia católica en América y en Asia por considerarse la Provincia de Buenos Aires continuadora de las obligaciones históricas y legales de la Corona española sobre la Iglesia católica dentro de sus territorios.  Para defender su posición, Viamonte formó una junta llamada Concilio Provincial de la que formó parte el Dr. Gregorio Tagle entre muchos otros juristas y teólogos. Finalmente La Iglesia Católica no pudo nombrar a Escalada y el obispo de Buenos Aires fue Medrano.
En 1836 fue elegido diputado a la Junta de Representantes de Buenos Aires, puesto desde el cual apoyó la reinstauración de los jesuitas. Los conflictos en torno al año 1840 lo llevaron a ser considerado como opositor al gobernador Juan Manuel de Rosas, por lo que vivió prácticamente incomunicado y privado de ejercer su ministerio episcopal públicamente hasta la caída del gobernador.
En febrero de 1852, poco después de la Batalla de Caseros, formó parte de la comisión que pidió garantías para la población de la ciudad al general Justo José de Urquiza. Poco después fue elegido diputado, pero renunció antes de asumir.

### Episcopado
El 23 de junio de 1854, tras la  muerte de Medrano, el papa Pío IX nombró a Escalada obispo de Buenos Aires, haciéndose cargo de su sede el 18 de noviembre de 1855.
Recorrió con cuidado todos los pueblos del interior de la provincia, y dio los sacramentos a miles de fieles. Preocupado por la falta de curas formó un seminario en su propia casa. Posteriormente estableció el Seminario Conciliar confiando la formación a la Compañía de Jesús. Durante su episcopado se establecieron varias congregaciones religiosas europeas como las Hermanas de la Misericordia (irlandesas), los padres bayoneses, las hermanas de Nuestra Señora del Huerto, los padres lazaristas, las hijas de la Caridad o vicentinas, etc. Fue el iniciador de la política de los curas extranjeros, que tuvo éxito años más tarde, cuando la oleada inmigratoria exigió reforzar el clero local con sacerdotes europeos.
Reorganizó muchos curatos existentes y erigió nuevas parroquias, entre ellas las de Nuestra Señora del Carmen en la isla Martín García y la Inmaculada Concepción en el pueblo de Belgrano.
Durante su mandato consagró a cinco 5 obispos, entre ellos Jacinto Vera, el primer obispo uruguayo.
Por bula del Papa Pío IX, del 5 de marzo de 1866 la diócesis de Buenos Aires fue elevada a sede metropolitana, separándose de la de Charcas, convirtiéndose en el primer arzobispado de la República. Dependían del nuevo arzobispado las diócesis argentinas de Córdoba, Salta, San Juan Cuyo, Paraná (que abarcaba toda la Mesopotamia) y la diócesis de Asunción del Paraguay.
El 18 de noviembre de 1866, Escalada recibió el palio arzobispal del vicario apostólico del Uruguay, monseñor Jacinto Vera.
Sus relaciones con los gobiernos de Bartolomé Mitre y Domingo Faustino Sarmiento fueron tensas, debido a la tendencia a la concentración de la autoridad eclesiástica en el Papa y la simultánea tendencia al laicismo de los gobernantes argentinos.
Participó del Concilio Vaticano I que abrió sus sesiones el 8 de diciembre de 1869. Partió a Roma el 26 de septiembre, llegando el 17 de noviembre. A la semana debió ser operado en el rostro, pese a lo que pudo participar de la sesión antepreparatoria, de la inaugural y de las ochenta y seis congregaciones generales hasta el 18 de julio de 1870.
En la noche del 26 de julio sufrió una fuerte fiebre y falleció el 28 de julio de 1870.
La noticia llegó a Buenos Aires el 9 de septiembre. Sus restos, repatriados al siguiente año, fueron sepultados en la Iglesia "Regina Martyrum" del barrio de Congreso.
| Predecesor: Mariano Medrano y Cabrera (obispo) | Arzobispo de Buenos Aires 1854 - 1870 | Sucesor: Federico León Aneiros |